# Thomas Perrenot de Granvelle
Thomas Perrenot de Granvelle, né le 4 juin 1521 à Besançon et mort en février 1571 à Anvers, fut diplomate à Londres, Paris et Vienne.

## Biographie
Fils de Nicolas Perrenot de Granvelle, seigneur de Granvelle, garde des sceaux et conseiller de Charles Quint, et frère entre autres du cardinal Antoine Perrenot de Granvelle et de Frédéric Perrenot de Champagney (* 1536 † 1600, 1571 gouverneur d'Anvers, 1578–84). Thomas Perrenot de Granvelle porte le titre de « comte de Cantecroix et sieur de Chantonnay ». Il était proche de Maximilien II de Habsbourg.
Charles Quint le nomme, en 1543, ambassadeur auprès du roi d'Angleterre, Henri VIII.  
Il participe au conflit contre Guillaume de Clèves. 
Philippe II, le roi d'Espagne, l’envoie de 1560 à 1564 auprès du roi de France Charles IX à Paris, puis le nomme à Vienne auprès de l'empereur Maximilien II en 1565.

## Descendance
Il épouse, à Anvers en 1549, Hélène fille de Renaud III de Brederode (1527/28 – Anvers 1572) : 
- François Perrenot de Granvelle, Comte de Cantecroix, Baron de Granvelle
- Jean Thomas Perrenot de Granvelle, mort en 1588, lors de l'Invincible Armada
- Perrone épouse Pierre-Antoine d'Oiselay, baron de la Villeneuve. Ce couple a un fils : François-Thomas d'Oiselay, comte de Perrenot-Granvelle, prince de Cantecroix (1589-1629), qui épouse en 1608 Caroline d'Autriche, d'où Eugène-Léopold d'Oiselay dit Perrenot de Granvelle (1615-1637), prince de Cantecroix, baptisé le 10 février 1614/1615 et marié en 1635 à Béatrix de Cusance.